# 우키요에

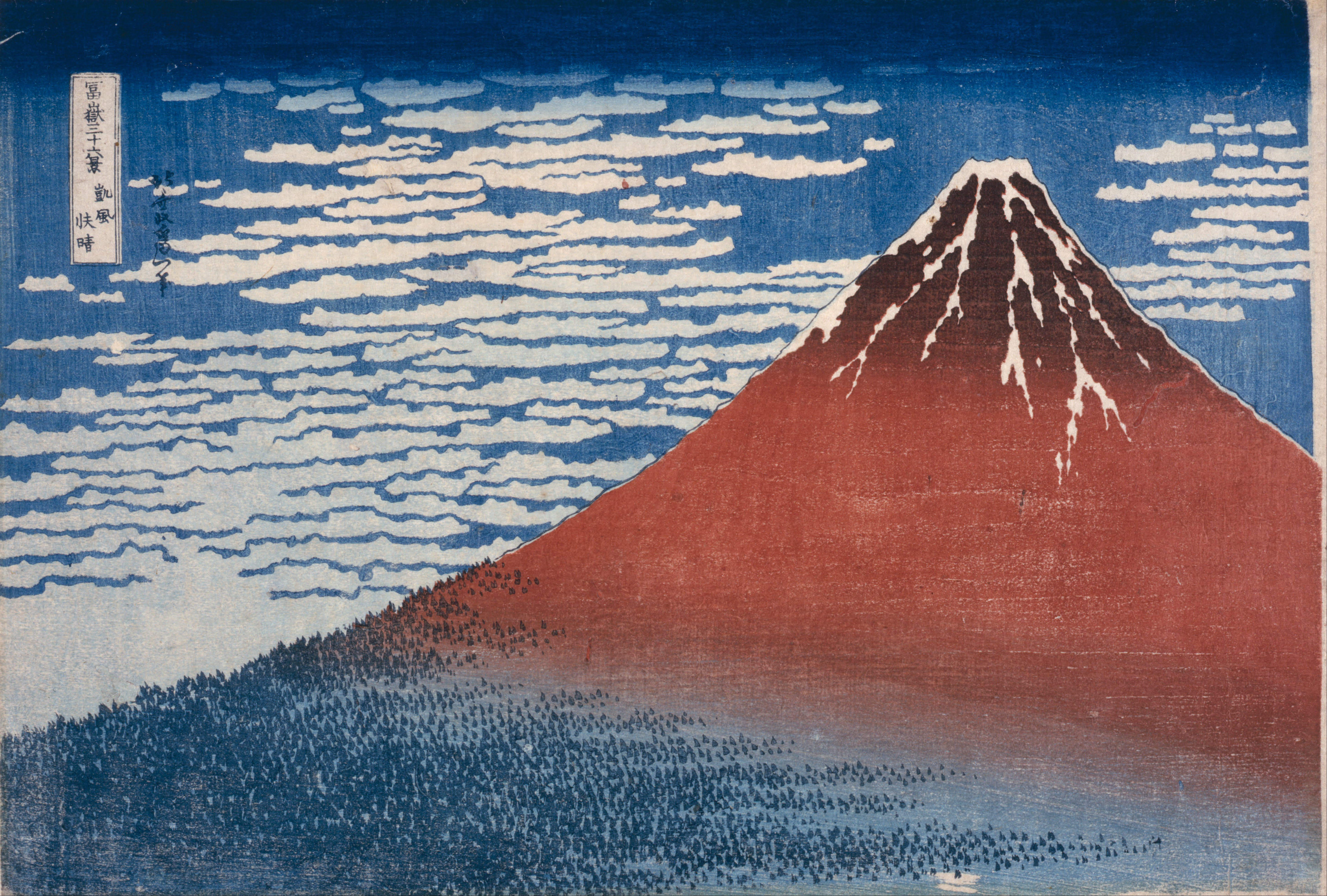
'빨간 후지'로 널리 알려진 '개풍쾌청'(凱風快晴) - (후지 36경 중 - 가쓰시카 호쿠사이)

우키요에(일본어: 浮世絵)는 17세기에서 20세기 초 일본 에도 시대에 성립한 당대 사람들의 일상 생활이나 풍경, 풍물 등을 그린 풍속화의 형태를 말한다.
현재는 일반적으로 '우키요에'라고 하면 여러 가지 색상으로 찍힌 목판화인 니시키에(일본어: 錦絵)를 말하는 예가 많으나 육필화도 이 범주에 들어간다.

## 개요
'우키요'(浮世)라는 말 자체를 풀이하면 우키요에는 '떠다니는 세상의 그림', 즉 현세의 이모저모를 그려낸 그림이라는 뜻이다. 우키요는 지금의 도쿄에 해당하는 에도, 오사카, 교토 등지의 마을의 중심의 이곳저곳에 퍼져있던 현대풍의 새로운 문화들을 일컫는 말이었다. 이 말의 유래는, 똑같은 발음의 다른 말인 '우키요'(憂き世) - 즉 '근심어린 세상'이라는 말이며, 불교의 극락정토와 대비되는 생로병사가 전개되는, 꺼리고 멀리해야 할 근심스럽고 걱정스러운 세상이라는 개념이다.
우키요에는 17세기의 후반에 들어와, 히시카와 모로노부의 단색 그림 작품들을 필두로 많은 인기를 끌었다. 초창기에는 인도 묵만이 사용되었으며, 나중에 붓으로 색상을 덧입힌 형태였으나 18세기에 스즈키 하루노부가 비단에 여러색상을 사용한 니시키에를 발명하면서부터 본격적으로 발전하게 된다.
우키요에는 대량생산이 가능했던 이유로 유복하지 않아 원화를 고가에 구입할 수 없었던 도회지의 서민들에게 많이 받아들여졌다. 우키요에는 처음에는 마을의 일상 생활, 특히 유곽의 어여쁜 창부들, 스모 역사들과 유명한 가부키 배우들의 초상화나 특별한 예술 공연 등의 모습이나 특정한 장면을 주제로 많이 담았으며, 이후에 풍경화도 또한 널리 제작되게 되었다. 정치적인 주제 혹은 권력층의 모습은 그다지 많이 등장하지 않는다. 섹스 또한 공공연히 다루는 주제는 아니었으나, 적지 않은 우키요에 작가들은 따로 춘화(春画 슌가[*])를 내기도 하여, 때로는 이때문에 벌을 받는 경우도 있었다.
우키요에 자체는 메이지 시대에 들어와 사진 · 기계인쇄 등의 기술의 발전으로 인해 쇠퇴하였으나, 당시 유럽인들에게 주목을 받아, 특히 프랑스의 인상파 작가들에게 영향을 주기도 하였다. 우키요에의 기법은, 여러 분야에 전해 내려졌으며, 일본의 만화 및 애니메이션에 영감을 주었다.

## 역사
우키요에는 일본의 역사에서 풍속화로 등장했다. 우키요에 화가 가운데에는 가노파(狩野派), 도사파(土佐派) 출신의 화가가 많이 눈에 띄는데, 이는 당시 가노파로부터 파문을 당한 화가들이 많이 우키요에로 전향을 했기 때문이며, 이로 인해, 우키요에는 무로마치 시대로부터 모모야마 시대까지의 풍속화에서 영향을 받았다.

### 초기
메이레키 대화재 (1657년)에서 호레키 시대(1751년 - 1763년)까지를 초기로 보며, 이 시대의 우키요에는 육필화와 단색 목판화(스미즈리에 (墨摺絵))가 주종을 이룬다.
17세기 중반 이후로, 목판화의 원화를 그리는 자를 한시타에시(版下絵師)라 불렸으며, 그 중에서 그림책이나 우키요조시(浮世草子)등의 삽화를 그렸던 우케요에의 창시자 격인 히시가와 모로노부(菱川師宣)가 등장한다.
이하라 사이카쿠(井原西鶴, 1642-1693)의 작품인 '호색남'(好色一代男, 1682년)에는 12개의 틀이 있는 부채에 우키요에가 그려져 있다는 기록이 남아 있어, '우키요에'라는 말을 확인할 수 있는 가장 오래된 문헌으로 꼽히고 있다.
도리이 파의 창시자인 도리이 기요노부(鳥居清信, 1664-1729)의 시대에 접어들면, 단색 목판화에 붓으로 색을 입힌 작품이 나타난다. 주로 빨간 안료를 사용하여 색칠이 되었으며, '단에'(丹絵), '베니에'(紅絵) 등이 있었다. 베니에는 두세가지 색상이 더해져 베니즈리에(紅摺絵)라고도 불리었다.
참고로, 이 시절부터 도리이 파는 가부키 등과 매우 연관 관계를 가지게 되며, 현재에 이르러서도 가부키 공연의 간판 등을 그리는 데 관여하고 있다고 한다.

### 중기
[[파일:Maple Leaves Koyo and Shamisen by Kitagawa Utamaro c1803.png|섬네일|150px|기타가와 우타마로 - '{{lang|ja|에도의 꽃 조 루리 아가씨(娘浄瑠璃)]]

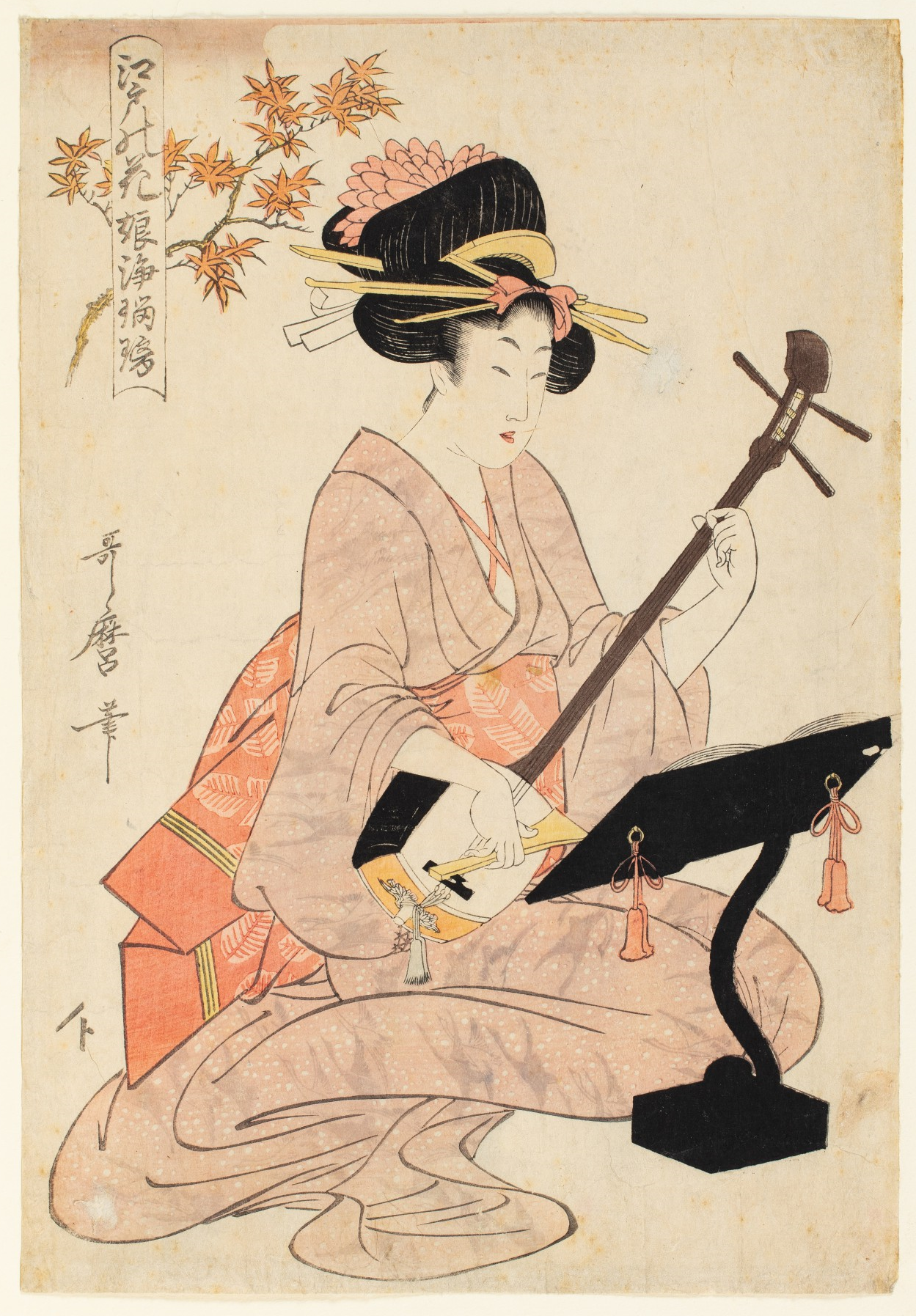
기타가와 우타마로 - 'lang|ja|에도의 꽃 조 루리 아가씨(娘浄瑠璃)

니시키에(錦絵)가 탄생을 한 1765년(메이와 2년)부터 1806년경(분카 3년) 까지의 시기를 중기로 분류한다.
1765년에 에도의 하이쿠 시인들을 중심으로, 그림 달력(絵暦)이 유행하여, 그림 달력을 교환하는 모임이 자주 열리게 되었다. 이에 따른 수요에 맞춰 스즈키 하루노부 등이 다채색으로 찍혀진 아즈마니시키에(東錦絵)를 고안하여 우키요에 문화는 본격적으로 그 전성기를 맞이하게 된다. 다채색 인쇄가 가능해진 배경에는 겹쳐서 색을 입힐 때 쓰이는 기준 표시가 연구되고 여러 번 인쇄에 견딜 수 있을 정도로 튼튼하고 품질이 높은 종이가 보급된 사실을 들 수 있다. 종이로는 닥나무를 원료로 만들어진 에치젠 봉서지(越前奉書紙), 이요마사 지(伊予柾紙), 니시노우치 지(西野内紙) 등이 쓰였으며 경제가 발전함에 따라 밑그림, 조각, 인쇄 등 복잡한 공정을 분업체제의 정비가 가능해진 점도 중요하다.
안에이(安永) 시대(1772~1780년)에는 기타오 시게마사(北尾重政)의 사실적인 묘사의 미인화(美人画 비진가[*])가 인기를 끌었다. 인기 배우를 담은 그림에도 사실적인 표현이 더해져, 가쓰카와 슌쇼(勝川春章)는 브로마이드 형태의 초상화를 그리게 되었다.
이 시기에 기타가와 우타마로(喜多川歌麿)가 등장하며 섬세하고 수준 높은 터치의 오쿠비에(大首絵) 미인화가 많이 그려졌다.
간세이(寛政) 시대 (1789~1800년)를 시작으로 우키요에 시장에 여러 가지 제재가 생기게 된다. 1790년에는 인쇄 제도가 만들어져 출판물에 여러 가지 규제를 적용하기 시작했다. 1795년에는 금령으로 인해 재산을 몰수당한 에도의 출판인 쓰타야 주자부로가 기사회생을 노리고 도슈사이 샤라쿠(東洲斎写楽)의 그림을 출판하였다. 독특한 과장법으로 그려진 배우의 그림은 화제를 끌기는 하였으나, 특징이 너무나 과장되어 이후 인기는 사그라지고, 우타가와 도요쿠니(歌川豊国)의 배우 그림인 '야쿠샤부타이스가타에'(役者舞台姿絵)의 인기에 밀리게 되었다. 그 후 우타가와 도요쿠니의 제자들에 의해 우키요에 화단의 최대 파벌인 우타가와 파가 형성되게 된다.

### 후기
1807년 (분카(文化) 4년)부터 1858년 (안세이(安政) 5년)까지의 시기를 후기로 본다.
기타가와 우타마로가 죽은 후 미인화의 주류는 관능기가 넘치는 미인을 그린 게이사이 에이센(渓斎 英泉) 등의 그림으로 바뀌게 되었다.
가쓰카와 슌쇼 문하에 있던 가쓰시카 호쿠사이는, 그 시절의 여행 붐에 따라, '후가쿠 36경'(富嶽三十六景)에 손을 대기 시작했으며, 이를 시작으로 우타가와 히로시게(歌川広重)에 의해 '도카이도 53차'(東海道五十三次)가 간행되었다. 이 두 사람에 의해 명승지의 풍경화 우키요에가 발달하게 된다.
배우 그림으로는 우타가와 구니사다(歌川国貞)가 스승인 도요쿠니의 맥을 이어 박력있는 그림을 내놓았다.
이 시절에, 구사조시(草双紙)로 전기(傳奇) 소설이 많이 나와, 우타가와 구니요시(歌川国芳)가 무사도를 그리게 되었다. 구니요시의 '수호전' 시리즈는 당시 인기를 모았으며 수호전의 붐을 일으켰다.
이와 관해, '도요쿠니는 인물화, 구니요시는 무사, 히로시게는 명승지'(豊国にがほ（似顔絵）、国芳むしや（武者絵）、広重めいしよ（名所絵）)라는 기록이 1853년에 발간된 '에도 스나고 사이겐키'(江戸寿那古細見記)에 남아 있다.

### 말기
에도 말기인 1859년 (안세이(安政) 6년)에서 1912년 (메이지 45년)까지를 말기로 구분한다.
페리 제독의 검은 배가 일본 앞바다에 나타난 것으로부터 일본이 구미 세계와 교류를 하게 되어, 외지의 문화에 흥미를 가지게 된 사람들에 의해 요코하마에(横浜絵)가 유행하였다.
메이지 유신으로 혼란스러워진 이 시절에, 가부키 등의 관람 작품에도 그로테스크한 것들이 등장하였다. 우타가와 구니요시의 문하인 쓰키오카 요시토시(月岡芳年)와 오치아이 요시키(落合芳幾)가 공동으로 에이메이 28주쿠(英名二十八衆句)를 그렸다. 이 작품에는 피투성이의 잔인한 장면들이 나타난다.
가와나베 교사이(河鍋暁斎) 등 가노파 출신의 우키요에 작가도 이 시기에 등장한다. 윤곽선을 쓰지 않는 새로운 형태의 풍경화도 고바야시 기요치카(小林清親)에 의해 나왔으며 우타가와 요시후지의 어린이 대상의 장난감 그림도 이 시기에 나왔다.
그러나 이후 우키요에는 사진 등의 기술로 인해 점점 쇠퇴하게 된다. 사진에 대항하여 우키요에 화가들의 여러 가지 노력이 고안되었으나, 대부분이 실패로 끝나고 말았다.
그러한 가운데, 쓰키오카 요시토시는 섬세한 서양풍의 화풍으로 다수의 역사화, 풍속화 등을 남겨, '마지막 우키요에 화가'라 불리게 된다. 또한 그의 제자들에게는 적극적으로 우키요에 이외의 그림을 배우게 하여, 가부라키 기요카타(鏑木清方) 등 여러 제자가 일본화가로 대성하게 된다. 이후 우키요에의 전통은 다른 장르를 통해 이어지게 된다.
이 시기에 우키요에의 목판다색인쇄 기법을 살린 작품을 다수 남긴 화가로 가와세 하스이(川瀬巴水, 1883-1957) 등이 있다.

## 특징
우키요에는, 기본적으로 판화이기 때문에, 여러번 인쇄가 가능하여, 구사조시이나 그림 두루마기, 또는 가와라반(瓦版, 현재의 신문)의 삽화의 역할을 했다. 현대의 캘린더에 해당하는 그림 달력(絵暦) 제작에도 우키요에가 많이 이용되었으며, 여기서 그림 속에 숫자를 감추는 등 여러 가지 궁리가 이루어졌다.
흐릿하지 않은 확실한 그림체와 대담한 구도, 그림자의 표현이 없는 것이 표현상의 특징이다. 원근법도 받아들여졌다. 가쓰시카 호쿠사이의 '낚시의 명인'(釣の名人)처럼, 멀리 있는 풍경을 거꾸로 크게 그려 일부러 원근법을 깬 형태의 그림도 있다.
우키요에는 일본의 대중문화의 일부이며, 현대의 미술전시처럼 액자에 넣어서 멀리서 감상하는 형태가 아닌, 손에 들고 살펴보며 즐기는 형태였다. 개중에는 그림을 오려서 가지고 노는 형태의 그림도 있다.

## 주제
우키요에로는 주로 풍경, 가부키 배우 또는 스모의 역사, 혹은 유곽의 여인들이 그려졌다. 희극적인 요소를 띠고 있어 현대의 만화와 연결되는 것들도 많다. 중국호 혹은 일본화의 전통적인 주제들이 우키요에에 그대로 사용되는 경우도 있다.
또한, 남녀 간의 성적인 일을 주제로 한 춘화도 대부분의 작가들이 그렸다. 춘화는 묶음으로 판매되는 경우가 많았으며, 판매 가격이 비쌌기 때문에 제작비를 많이 들일 수 있어 기술적으로도 수준이 높은 작품들이 많이 만들어졌다. 현실의 성풍속을 풍자한 묘사도 있고 반드시 선정적인 것은 아니어, 단순히 포르노 작품으로만 치부할 수는 없다고 지적받고 있다.

## 해외에서의 영향
우키요에는 해외에서의 영향 또한 받았다. 독일에서 처음 만들어진 인공 안료인 '베로아이'(ベロ藍)는 선명한 남색을 표현할 수 있어 가쓰시카 호쿠사이 등에 의해 널리 쓰여졌다. 서양의 원근법과 음영 기법 또한 받아들여졌다.

## 해외로의 영향
1851년 런던에서 전시회가 열린 이후 우키요에는 19세기 유럽 화가들에게 많은 영향을 끼쳤다. 우키요에의 영향을 받은 작품들은 명암이 적고 평면적이며 색이 강렬하다. 몇몇 작품들은 검은색을 풍부하게 사용하여 강한 대비를 나타내기도 한다. 우키요에가 처음 유럽에 소개된 이후부터 19세기 유럽 화가들은 기존의 전통적인 미술 이론을 거부하고 새로운 작품과 화가로서의 개성을 획득하기 위한 운동을 시작했으며 이러한 첫 기반을 다진 것이 인상파였다. 인상파 화가로는 클로드 모네, 에두아르 마네, 메리 카사트, 에드가 드가, 그리고 피에르오귀스트 르누아르 등이 있으며 그들의 작품들은 우키요에에게서 크고 작은 영향을 받은 것으로 보이는 요소들이 많이 발견되고 있다.
1865년 프랑스의 화가 브라크몽이 도자기의 포장지에 있었던 '호쿠사이 만화'를 친구들에게 돌려서 보여준 것이, 인상파에 큰 영향을 끼치게 되었다.
고흐의 '탕기(Tanguy) 할아버지'라는 작품의 배경에 우키요에가 그려져 있고, 히로시게의 그림이 유화로 묘사되어 있는 것이나, 마네의 '피리 부는 소년'이 우키요에의 영향을 받은 것은 유명하다. 이 작품은 배경이 없고 명암이 적으며 검은색과 붉은색을 대비한 강렬한 색으로 그려져 있어 유럽의 사실적인 묘사와 함께 우키요에의 강렬함과 단순함의 영향을 보여주고 있다. 에두아르 마네의 작품 '에밀 졸라의 초상' 또한 배경의 벽에 우키요에 작품이 보이고 있다. 클로드 모네는 일본의 우키요에 작품들을 수집하고 있었던 것으로 잘 알려져 있으며 평면적인 그의 작풍 스타일 또한 우키요에에서 많은 영향을 받은 것으로 여겨지고 있다.
게다가 자포니즘의 영향과 일본 미술을 취급하고 있었던 빙에 의해 아르 누보에는 우키요에 등의 평면적인 의장이 보인다.
클로드 드뷔시가 호쿠사이의 '가나가와 앞바다 파도 뒤'(神奈川沖波裏)를 보고 자극을 받아 교향시 '바다'를 작곡하는 등(서재에 그림이 걸려있는 모습이 확인되는 사진이 있음), 클래식 음악에도 영향을 끼쳤다.

## 제작법
우키요에를 그리는 화가를 우키요에시(浮世絵師) 또는 에시(絵師, 화공)이라 부른다. 우키요에시가 그린 디자인을 목판에 파는 일은 '호리시'(彫師)가 맡으며, 색을 채색하여 종이에 찍는 일을 맡은 사람은 스리시(摺り師)라 불린다. 우키요에는 이들의 공동작업으로 만들어지는 작품이 되나, 대표로 에시의 이름만이 남는 것이 관례였다. 여기에, 제작자 즉 주문한 사람까지 포함해 최소한 네명이 필요하게 된다.
여러 가지 색을 찍을 때에 색칠 영역이 맞지 않는 일을 피하기 위해, 종이의 위치를 표시하는 겐토(見当)라는 표식이 매겨진다. 겐토의 유래는 1744년 출판물 중개업자인 우에무라 기치에몬(上村吉右衛門)이 고안했다는 설과, 1765년 긴로쿠(金六)라고 하는 한 스리시가 처음 사용했다는 설이 있다. 이 '겐토'란 말은 현대 일본어에서도 짐작이나 판단, 방향이 엉뚱하게 빗나간다는 의미의 '見当違い','見当外れ' 등의 표현에 남아있다.

## 우키요에의 종류
우키요에의 주제에 따라 다음과 같은 종류의 그림들이 있다.
미인화(美人画 비진가[*])젊은 여성을 그린 그림. 당시에 인기가 있었던 가게의 간판아가씨나 유곽의 여자 등이 그려졌다.
배우 그림(役者絵 야쿠샤에[*])가부키의 배우 등 인기 배우를 그린 그림. 브로마이드 형태의 것이나, 광고 전단지 등에 쓰인 것도 있었다.
희화(戯画 키가[*])재미있게 또는 우스꽝스럽게 그린 그림. 익살스러운 모습 및 의인화된 주인공이 등장한다. 풍자적인 요소도 포함하고 있으나, 어디까지나 오락성이 강하다.
도바에(鳥羽絵)수묵으로 그려진 희화. 주로 손발이 긴 인물이 등장하며, 현대의 만화와 비슷함. 에도 시대의 승려인 '도바 소죠'(鳥羽僧正)에서 이름이 유래되었다.
만화(漫画 만가[*])그림책. 여러 가지 만물을 그려넣은 그림. 현대의 만화와는 다른 개념이다.
춘화(春画 슌가[*])성행위의 장면이나 성적인 물건을 묘사한 그림.
명소 그림(名所絵 메이쇼에[*])명승지 등을 담은 그림. 당시에 자유롭게 여행을 다닐 수 없었던 민중이, 간접적인 체험으로 이용했다. 여행 팜플렛 격인 역할도 갖는다.
무사 그림(武者絵 무샤에[*])전설이나 기전, 역사에 등장하는 무사를 그린 그림. 기전이 붐을 일으켰던 시대 이후 유행을 했다.
역사화 (歴史画 레키시가[*])역사적 명장면 등을 담은 그림.
장난감 그림(玩具絵 간구에[*])아이들이 가지고 노는 보드 게임(스고로쿠(双六) 등)이나 딱지 등에 그려지거나, 인기 우키요에의 미니추어 판, 종이 인형 등에 그려진 그림.
미타테에(見立絵)일본 고전 작품의 패러디를 그린 그림
스모 그림(相撲絵 스모에[*])스모를 묘사한 그림. 스모 역사들의 브로마이드 등이 있었다.
하리마제에(張交絵)한 장의 종이에 여러 가지 그림을 전부 넣은 형태의 그림.
시에(死絵)유명 인사가 사망한 모습을 담은 그림. 유명한 화가의 작품도 있다.
고도모에(子供絵)어린이들의 노는 모습을 담은 그림.
나가사키에(長崎絵)나가사키 등지에서 볼 수 있는 이국적인 문화를 담은 그림.
요코하마에(横浜絵)요코하마 지역의 이국 문물을 묘사한 그림.
나마즈에(鯰絵)메기를 그린 그림. 안세이(安政) 시대의 대지진 후에 등장했다. 일본에서는 메기가 지진을 일으킨다는 속설에서 나왔다.
호소에(疱瘡絵)천연두를 방지하기 위한 부적.
부채 그림(団扇絵 단스에[*])부채에 붙이는 종이에 그려진 그림.

## 대표적인 우키요에 화가
- 스즈키 하루노부(鈴木春信)
- 도슈사이 샤라쿠(東洲斎写楽)
- 우타가와 히로시게(歌川広重)
- 가쓰시카 호쿠사이(葛飾北斎)
- 기타가와 우타마로(喜多川歌麿)
- 게이사이 에이센(渓斎 英泉)
- 우타가와 구니요시(歌川国芳)
- 쓰키오카 요시토시(月岡芳年)

## 관련 읽기
- 가부키
- 센샤후다(千社札)
- 고바야시 다다시(역자 : 이세경), 우키요에의 미, 이다미디어, 2004.11.06, ISBN 978-89-88350-38-6
- Lambourne, Lionel. Japonisme: Cultural Crossings Between Japan and the West. London, New York: Phaidon Press, 2005. ISBN 0-7148-4105-6
- Newland, Amy Reigle. The Hotei Encyclopedia of Japanese Woodblock Prints. Amsterdam: Hotei Publishing, 2005. ISBN 90-74822-65-7
- Roni Uever, Susugu Yoshida (1991) Ukiyo-E: 250 Years of Japanese Art, Gallery Books, 1991, ISBN 0-8317-9041-5.
- Yamada, Chisaburah F. Dialogue in Art: Japan and the West. Tokyo, New York: Kodansha International Ltd., 1976. ISBN 0-87011-214-7

## 같이 보기
- 우키요에 오타 기념 미술관